# Pierre Roy (Automobilhersteller)
Pierre Roy war ein französischer Hersteller von Automobilen.

## Unternehmensgeschichte
Pierre Roy gründete 1902 in Montrouge das Unternehmen, das seinen Namen trug, und begann mit der Produktion von Automobilen. Der Markenname lautete Pierre Roy. 1909 endete die Produktion. Nur wenige Fahrzeuge entstanden.

## Fahrzeuge
Das erste Modell 10/12 CV war mit einem Zweizylindermotor ausgestattet. Später folgte das Modell 6 CV mit der Karosserieform Tonneau. 1905 ergänzten die Vierzylindermodelle 14/20 CV und 24/30 CV das Sortiment. Die Kraftübertragung erfolgte bei allen Modellen mit Kardanantrieb.
Ein Fahrzeug dieser Marke hat in den 1950er Jahren noch existiert.